# Barthélémy Batantu
Barthélémy Batantu (ur. 14 lipca 1925, zm. 26 kwietnia 2004) – duchowny katolicki Konga (Brazzaville).
Otrzymał święcenia kapłańskie 28 czerwca 1959. W listopadzie 1978 został mianowany arcybiskupem Brazzaville; przyjął sakrę biskupią 11 lutego 1979. Przeszedł w stan spoczynku po osiągnięciu wieku emerytalnego w styczniu 2001.